# L'Ensorcelée (téléfilm)

L’ensorcelée est un téléfilm français, réalisé par Jean Prat en 1981. Il s’agit d’une adaptation du roman éponyme de Jules-Amédée Barbey d'Aurevilly, paru, pour la première fois, en 1852.

## Synopsis
L’histoire se déroule dans un petit village de Normandie. Un soir, un voyageur de passage se retrouve bloqué dans l’auberge du village. Les habitants lui racontent alors les étranges évènements qui s’y sont déroulés quelques années plus tôt. 
Une femme, Jeanne le Hardouey, épouse d’un riche paysan de la région, rencontre, alors qu’elle se rend à la messe, un homme étrange masquant continuellement son visage sous son capuchon noir. Lorsqu’elle aperçoit enfin son visage, elle se rend compte qu’il est défiguré. Il s’agit de  l’abbé de la Croix-Jugan qui, après s’être engagé aux côtés des Chouans, des hommes se révoltant contre le pouvoir révolutionnaire, a tenté de se suicider mais n’en garde qu’une blessure à la figure. Elle est fascinée par lui et elle en tombe peu à peu amoureuse. Quand Jeanne est retrouvée morte, noyée dans un lavoir, l’abbé fait immédiatement l’objet de toutes les accusations.

## Fiche technique
- Titre français : L’ensorcelée
- Société de Production : Antenne 2
- Pays d’origine : France
- Format : couleur
- Genre : drame
- Durée : 95 minutes
- Date de sortie : 11 avril 1981

## Fiche artistique
- Réalisation : Jean Prat
- Scénario : Paule de Beaumont, d’après le roman éponyme de Barbey d’Aurevilly
- Musique : José Berghmans ; orchestre dirigé par André Girard

## Distribution
- Julie Philippe : 		Jeanne
- Jean-Luc Boutté :		La Croix Jugan
- Fernand Berset :		Maître Le Hardouey
- René Bouloc :		Le paysan
- Jacques Ebner :		Le curé
- Roger Ibanez :		Le berger
- Elisabeth Kaza :		La Clotte
- Jean-Louis Le Goff :	L’aubergiste
- Mado Maurin :		La Mahé
- Francis Roussef :		Le narrateur

## Réception
Le téléfilm est un succès au moment de sa parution. Cependant, il est peu à peu oublié. C’est d’ailleurs l’une des raisons pour lesquelles, en 1991, se sentant exclu et inadapté à la télévision nouvelle, Jean Prat mettra fin à ses jours.